# Semjon Mihajlovič Budjoni
Semjon Mihajlovič Budjoni [semjón mihájlovič budjóni] (rusko Семён Михайлович Будённый), maršal Sovjetske zveze, * 25. april 1883, hutor Kozjurin pri Voronežu, Rusija, † 27. oktober 1973, Moskva.
Budjoni se je v vojaško zgodovino vpisal predvsem kot konjeniški poveljnik, v zgodovino konjereje pa kot vzgojitelj Budjonijevega konja, nove konjske pasme.
Rodil se je v revni kmečki družini kozaškega rodu. Najprej je od leta 1903 služil v kozaškem konjeniškem 9. polku. Med letoma 1904 in 1905 je v sestavi 26. donsko kozaškega polka sodeloval v rusko-japonski vojni. V tem času se je srečal z Mannerheimom.

## Vojaška kariera
- 1903 - vstopil v kozaško konjenico
- 1909 - končal vojaško konjeniško šolo, Sankt Peterburg.
- 1914–1918 - sodeloval v prvi svetovni vojni kot konjenik
- 1917 - izvoljen za polkovnega sovjeta in namestnika predsednika divizijskega sovjeta
- 1917 - poveljeval rdečim kozakom
- 1918 - poveljnik kozaške divizije
- 1919 - član KPSZ
- junij 1919 - poveljnik konjeniškega korpusa
- premaga Mamontova pri Orenburgu in Voronežu
- 19. november 1919 - poveljnik 1. konarmije
- januar 1920 - premaga Denikina pri Batajsku
- julij 1920 - premaga poljsko 6. armado pri Berdiševu
- oktober 1920–januar 1921 - sodeloval pri uničenju bele garde na Krimu
- 1923 - član revolucionarnega vojnega sveta; odgovoren za konjenico
- 1935 - maršal Sovjetske zveze
- 1937 - poveljnik moskovskega vojnega okrožja
- 1940 - prvi namestnik ljudskega komisarja za obrambo
- 22. junij 1941 - poveljnik rezervne armade
- julij 1941 - poveljnik armade v Kijevu, skoraj ujet, zbeži iz obroča
- maj - september 1942 - poveljnik severnokavkaškega bojišča
- maj 1943 - poveljnik konjenice Rdeče armade

## Politična kariera
- 1919 - član KP SZ
- 1923 - član revolucionarnega vojnega sveta; odgovoren za konjenico
- 1938–1952 - član CK KP
- 1940 - prvi namestnik ljudskega komisarja za obrambo
- 1947–1953 - namestnik ministra za kmetijstvo; odgovoren za konjerejo
- 1952 - kandidat za člana CK KP

## Odlikovanja in priznanja
- Jurijev križec
- red heroja Sovjetske zveze (1. februar 1958, 24. april 1963, 22. februar 1968)
- red Lenina (23. februar 1935, 17. november 1939, 24. april 1943, 21. februar 1945, 24. april 1953, 1. februar 1958, 24. april 1958)
- red rdeče zastave (6x)
- red Suvorova

Poimenovanja
Po njem so leta 1935 poimenovali mesto Prikumsk v Budjonnovsk (Будённовск), Stavropolski kraj. Mesto so leta 1957 spet preimenovali v Prikumsk, leta 1973 pa nazaj v sedanje ime, Budjonnovsk.